# Namenvase des Heidelberger Malers

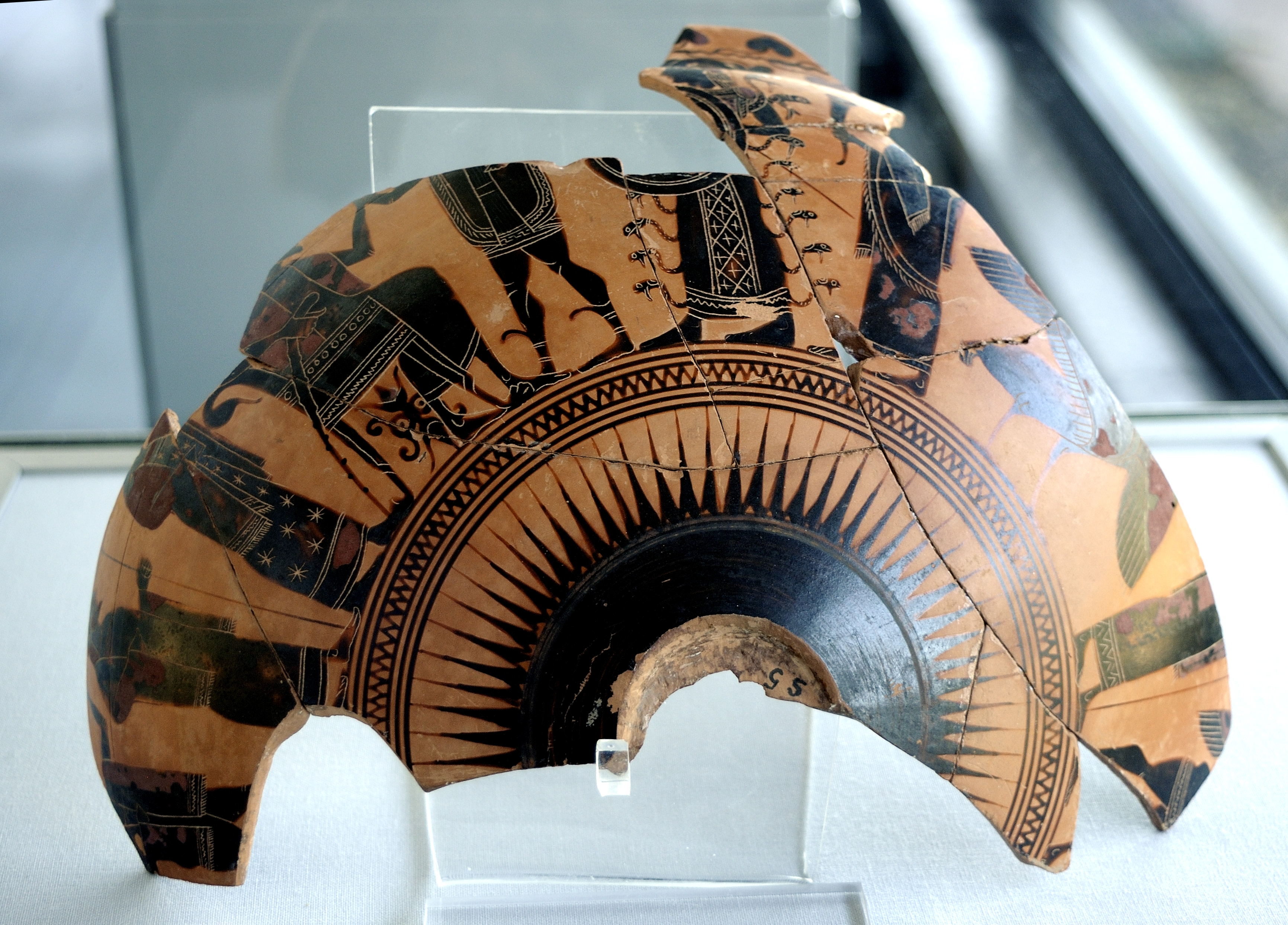
Außenseite der Schale

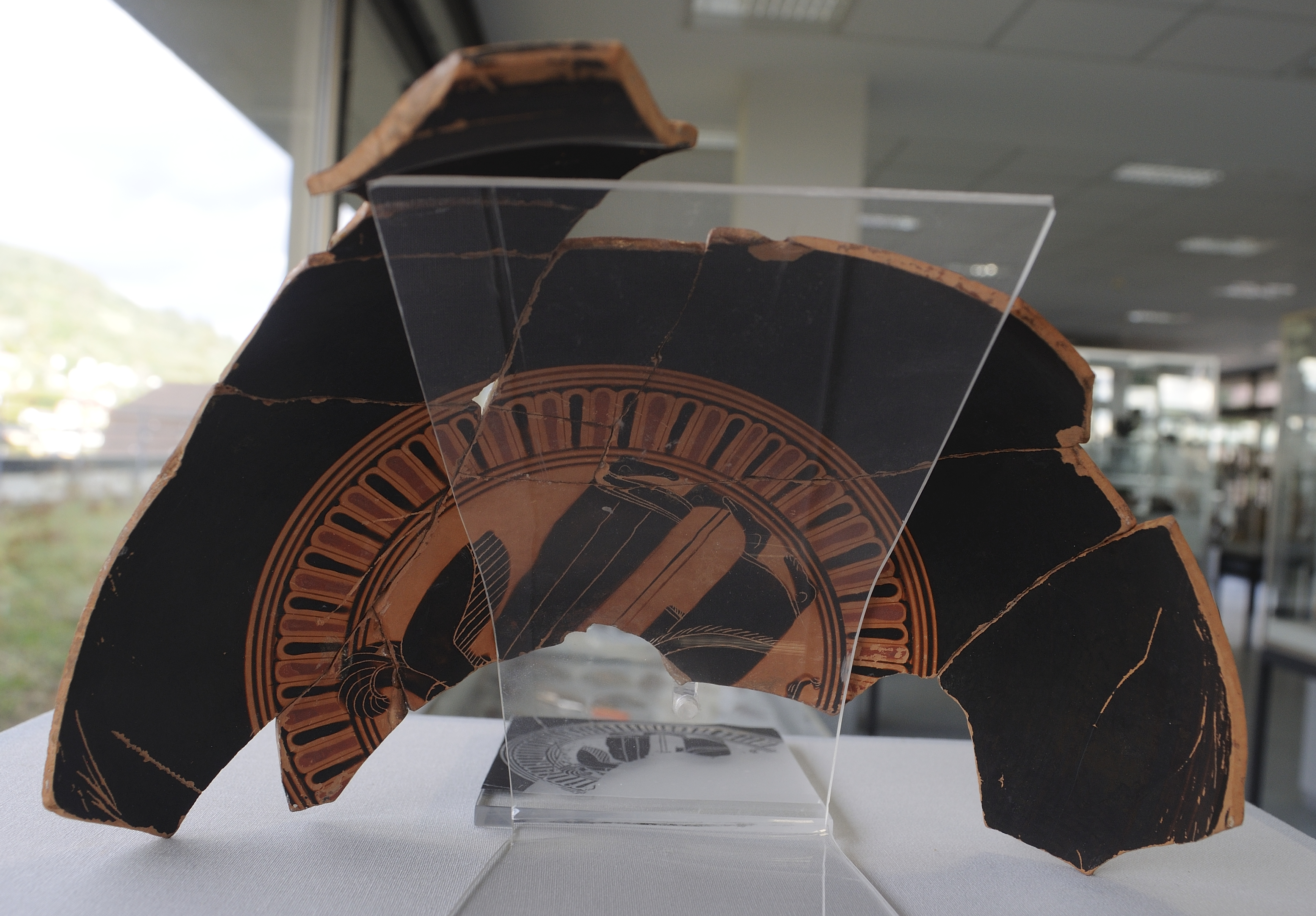
Tondo der Schale

Die Namenvase des Heidelberger Malers ist das namensgebende Werk des anonymen Keramikers, der unter dem Notnamen Heidelberger Maler in der Wissenschaft behandelt wird. Die nur in Fragmenten erhaltene Kylix der Gattung der Sianaschalen befindet sich heute im Antikenmuseum der Universität Heidelberg (Inventarnummer S 5). Sie wurde durch Robert Zahn für Friedrich von Duhn, 1880–1919 Professor am Archäologischen Institut der Universität, erworben.
Von der schwarzfigurigen Schale ist heute nur noch in etwa eine Hälfte des Schalenbeckens und dieses auch nur fragmentarisch in zehn zusammengesetzten Teilen erhalten. Der Fuß fehlt völlig, ein ehemals ergänzter Fuß wurde ebenso wie alle anderen Ergänzungen wieder entfernt. Die Bruchkanten wurden modern geglättet. Die erhaltenen Reste haben eine größte Breite von 22,6 Zentimetern. Die Kylix ist aus attischem Ton gefertigt und mit ebenfalls in Attika gewonnenem Glanzton bemalt. Anders als viele andere dieser Schalen wurde diese sehr feinwandige Kylix nicht exportiert, sie soll bei Phaleron gefunden worden sein. Aufgrund der herausragenden Bemalung erhielt der ansonsten unbekannte Vasenmaler von John D. Beazley den Notnamen Heidelberger Maler.
Die Außenseite, soweit erhalten, zeigt eine Götterversammlung, eine für den Zeitpunkt der Herstellung des Gefäßes nicht ungewöhnliche Verzierung. Erhalten sind Reste von acht Personen und zwei weiteren Figuren, bei nur einer Figur ist ein kompletter Kopf erhalten. Die Benennung erfolgt aufgrund von mit sich geführten Attributen oder analogischen Schlüssen. Aufgrund des Erhaltungszustandes ist das nicht bei allen Figuren möglich. Die Beschreibung erfolgt von links: die erste Figur ist nicht zu benennen, sie hat die linke Hand zum Gruß erhoben. Davor steht Poseidon, bei ihm sind größere Teile des Kopfes noch erhalten. In der linken Hand hält er den Dreizack, sein Gesicht wird von Ringellocken eingerahmt. Davor steht, in ein prächtiges, mit Sternen geschmücktes Gewandt gekleidet, sehr wahrscheinlich Hera. Die Benennung erfolgt aufgrund der Position hinter der zentralen Figur des Bildfrieses, die den Göttervater Zeus auf einem Thron sitzend zeigt. Der prächtig verzierte Thron läuft in Löwenfüßen aus, die Lehne formt einen Schwan. Unter dem Thron liegt das Blitzbündel des Gottes. In der rechten Hand hält Zeus einen Knotenstock, mit der linken Hand begrüßt er seinen vor ihm stehenden Sohn, den Gott Hermes, der den Gruß erwidert. Hermes bringt zwei Begleiter mit sich. Auf ihn folgt Athene in voller Rüstung, hinter dieser Dionysos. Beide sind anhand ihrer Attribute klar zu erkennen: Athene durch ihre Rüstung mit Helm und Schild sowie die Schlangen, die auf die Ägis der Göttin hindeuten; der Gott des Weines durch das Trinkhorn in der linken Hand. Es folgt ein Schwan und dahinter eine weitere, nicht zu benennende Figur, sowie eine weitere, nur noch fragmentarische Figur, bei der Schwingen zu erkennen sind.
Vom Randschmuck ist nur noch ein kleiner Teil der Efeuranke bei den Figuren von Athene und Dionysos erhalten. Der untere Schalenboden ist am Fußansatz schwarz gefirnist, davon geht ein schwarzer Strahlenkranz aus, der an einer umlaufenden Linie endet, der zwei weitere folgen. Zwischen diesen drei Linien und nochmals drei Linien, wobei hier die äußerste die Standlinie der Figuren ist, verläuft ein Zickzack-Muster. Das aus einem breiten Zungenband aus roten und schwarzen Zungen begrenzte Tondo zeigt zwei Figuren: eine ist männlich, eine weiblich, beide haben Stäbe in der Hand. Der Mann trägt Chiton und Mantel, die weibliche Figur Doppelflügel. Die Deutung der nur als Unterkörper, im Falle der weiblichen Gestalt auch noch in der Rückenpartie, erhaltenen Personen ist aufgrund weiterer fehlender Attribute nicht leicht. Möglicherweise handelt es sich um Zeus und Nike.
Die Deutung der Szene ist schwierig. Vielfach wurde angenommen, es sei möglicherweise die Einführung des Herakles in den Olymp, dann müsste das Bild des Halbgottes unter den verlorenen Fragmenten der Schale sein. Doch müsste dann dieser eigentlich nahe seiner Beschützerin Athena sein, die ihn in den Olymp einführen würde. Auch die Geburt der Athena erscheint mehr als unwahrscheinlich. Somit handelt es sich um eine unbestimmte Götterversammlung, oder der Hintergrund ist aus der Darstellung nicht erkennbar. Reste roter Farbe sind noch vielfach, vor allem an den Gewändern, erhalten. Die weiße Deckfarbe, die beispielsweise die weiblichen Figuren als Frauen kennzeichneten, ist weitestgehend verloren. Die Kylix wird in die Mitte des 6. Jahrhunderts v. Chr. datiert.